# R&R (軍事)

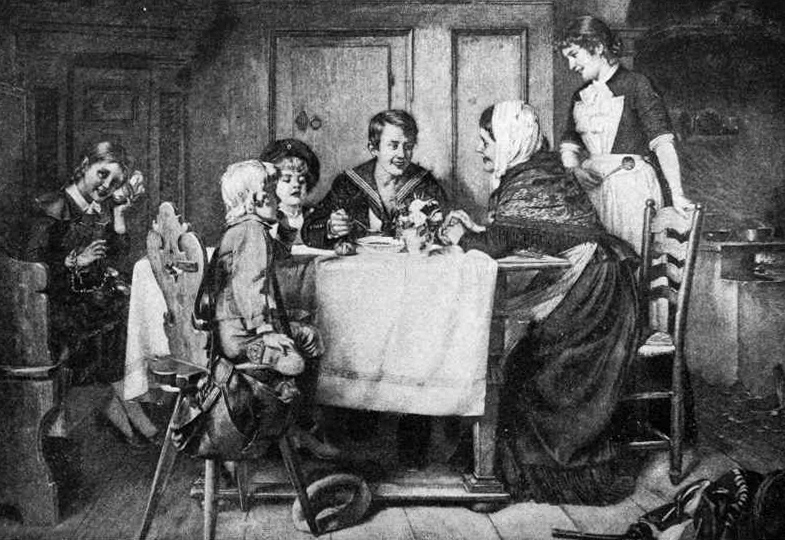
帰郷して母や兄弟たちと過ごす若い水兵を描いた1904年の挿画。

R&R は、軍事用語のスラングで、「休養と回復 (rest and recuperation)」（あるいは「休養とリラクゼーション (rest and relaxation)」、「休養とリクリエーション (rest and recreation)」、「休養とリハビリテーション (rest and rehabilitation)」）を意味し、（家族を伴わず）単身で基地などに駐屯している連合国軍の兵員やスタッフに与えられる自由時間を指す略語（頭字語）。この表現が通用するのは、アメリカ軍やイギリス軍をはじめ数多くある。アメリカ合衆国の士気・福祉・休養ネットワークは、アメリカ軍の兵員に様々なレジャーを提供している。イギリスでは、海外に派遣されている兵員に与えられる休暇の一種を意味し、この休暇の間に帰郷して家族に会うことができる。
R&Rの起源は、朝鮮戦争の1950年12月、アメリカ極東軍が策定した「休養と回復（Rest and Recuperation）」 計画に由来する。本計画では6-7か月の勤務を経た兵士に5日間（後に7日間）の休養を与えるため、日本のR&Rセンターに送っていた。なお、本センターは休養や娯楽が目的であり、性的なサービスを提供するものではない。
21世紀に入ってからも、イラクの自由作戦の際にイラクやヨルダンに展開したり、アフガニスタンにおける不朽の自由作戦に参加した軍人やアメリカ国防総省所属の文民（消防官）には、12か月の勤務の後に、休養と回復のプログラムが提供され、移動日は別として最大15日間、家族や友人に会いに合衆国やヨーロッパを訪問することが認められた。

## 様々な言い換え
R&R と同じ意味で兵士たちが用いる卑俗な表現としてはA&A「尻とアルコール (ass and alcohol)」、I&I「交合と酩酊 (intercourse and intoxication)」、P&P「プッシーとポップコーン (pussy and popcorn)」などがある。また、R&R の卑俗な解釈としては「レイプと補償 (rape and restitution)」、「レイプと破滅 (rape and ruin)」、「レイプと逃走 (rape and run)」などがある。
日本語では、「戦時休暇」と表現されることがある。

## R&R と買春
R&R に参加する軍人たちにとって、買春は、長らくその一部であり続けてきたし、早い時期から、平時、戦時を問わず、民間人たちからも容認されてきたが、一部には人身売買への懸念からこれを問題視する向きもある。1945年、第二次世界大戦の最終局面においてアメリカ合衆国をはじめとする連合国に無条件降伏した日本や、1950年代の大韓民国では、米軍基地の周辺に、英語で「camp town（キャンプ・タウン）」と称される施設が都合よく形成され、売春宿が事実上の制限を受けずに営まれた。2006年に至り、アメリカ国防総省は、世界のどこであれ、軍人の買春行為を違法化し、最長1年の投獄、給与の没収、不名誉除隊に値するものとした。この方針変更は、買春が合法化されて管理されているヨーロッパの一部からは批判された。

## ベトナム戦争期の R&R
ベトナム戦争の時期に従軍したアメリカ軍の兵員には、兵役期間（海兵隊員は13か月、兵士、水兵、空軍兵は12か月）の間に一度 R&R の機会が全員に与えられていた。R&R の期間は5日間とされており、出向く先は、バンコク、香港、クアラルンプール、ペナン、マニラ、ソウル、シンガポール、台北、東京や、南ベトナム共和国国内のチャイナ・ビーチ（China Beach）などであった。遠方であるハワイやシドニーに出向く場合は、期間が7日間に延長された。独身のGIたちに最も人気が高かったのはバンコクであったとされており、既婚者のGIの間ではハワイでの配偶者と過ごす休暇が最も人気があった。

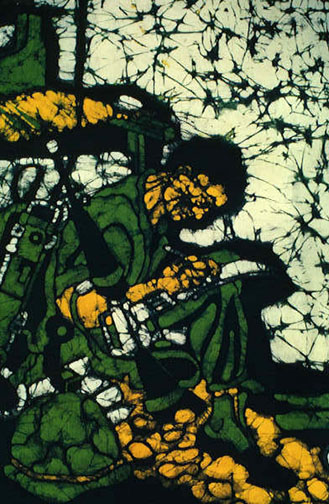
Stephen H. Randall 作『Letter To Home』1968年、米陸軍ベトナム従軍者 (U.S. Army Vietnam Combat Artists)。

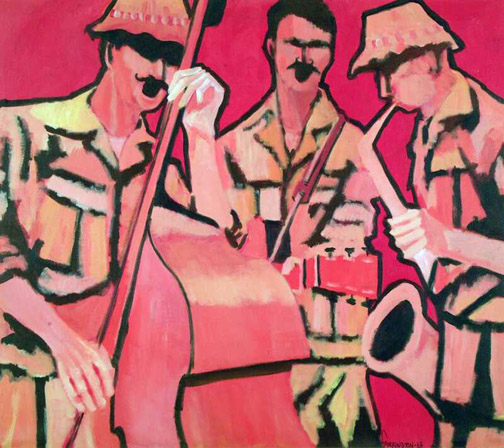
ベトナムでリラックスする兵士たち。David N. Fairrington『Time Out』1968年、米陸軍ベトナム従軍者 (U.S. Army Vietnam Combat Artists)。

アメリカ国防総省の公式の政策は、買春を良しとしていなかった。しかし、米兵たちの多くが直面していた戦場におけるトラウマ（心的外傷）と闘うために、買春は頼みとされた。アジア各地の様々な R&R スポットにあるバー、ナイトクラブ、マッサージパーラー、浴場 (bathhouses) などには、タイ人、フィリピン人、スリランカ人、ベトナム人、日本人、朝鮮人、シンガポール人、マレーシア人の女性たちがいて、米兵たちの慰みものとなっていた。バーの女性たちの人気は高く、「レンタル (rental)」すると、GIたちは、法的な強制力を持つ契約を結ぶことができた。GIが、好みの女性を選ぶと、彼女はコンパニオン兼ガイドとしてGIに奉仕した。
タイ王国のパタヤ・ビーチは、かつては漁村にすぎなかったが、1960年代にベトナムから何千人もの兵員が R&R で訪れるようになり、世界最大級の紅灯街のひとつが形成された。当地の経済活動の核心部分には、今もセックスツーリズムがある。兵士たちは、こうした休暇を、I&I「酩酊と交合 (intoxication and intercourse)」と称した。誰もがこのような休暇の過ごし方をしていたわけではなかったが、こうしたあり方は R&R に対するステレオタイプ的な見方を広めた。

## 大衆文化の中で
1973年に小説として発表され、1970年に映画化された『Saint Jack』は、ベトナム戦争の最中にアメリカ人GIたちが、当時この都市国家で広く見られた買春を目当てに R&R でシンガポールへやってくる、という物語である。